# 1. ulanski polk (Avstro-Ogrska)
Za druge 1. polke glejte 1. polk.
1. ulanski polk je bil konjeniški polk avstro-ogrska skupne vojske.

## Zgodovina
Polk je bil ustanovljen leta 1791 na ukaz cesarja Leopolda II. s preoblikovanjem in združitvijo ulanskih enot, ki jih je ukazal ustanoviti cesar Jožef II.

### Prva svetovna vojna
Polkovna narodnostna sestava leta 1914 je bila sledeča: 85% Poljakov in 15% drugih.
Naborni okraj polka je bil v Krakovu, pri čemer so bile polkovne enote garnizirane sledeče: Lvov (štab in I. divizion) in Mostywielkie (II. divizion).

## Poveljniki polka
- 1859: Adolph von Mengen[4]
- 1865: Adolph von Mengen[5]
- 1879: Franz Kunz[6]
- 1914: Friedrich Weiß von Schleusenburg[7]